# Twenty20 Cup 2003
Der Twenty20 Cup 2003 war die erste Saison der englischen Twenty20-Meisterschaft. Sieger waren die Surrey Lions, die sich im Finale in Trent Bridge mit 9 Wickets gegen die Warwickshire Bears durchsetzten.

## Format
Die 18 First-Class-Counties wurden nach regionalen Gesichtspunkten in drei Gruppen mit jeweils sechs Mannschaften aufgeteilt. In dieser Gruppenphase spielte jede Mannschaft einer Gruppe jeweils einmal gegen jede andere. Nach dessen Abschluss qualifizierten sich die Gruppensieger sowie der beste Gruppenzweite für die Halbfinale. Diese wurde zusammen mit dem Finale, vermarktet als Finals Day, an einem Tag in Trent Bridge ausgetragen.

## Gruppenphase

### Midlands/Wales/West Division
Tabelle
| Midlands/Wales/West Division | Sp. | S | N | NR | P  | NRR    |
| ---------------------------- | --- | - | - | -- | -- | ------ |
| Gloucestershire Gladiators   | 5   | 5 | 0 | 0  | 10 | +2.187 |
| Warwickshire Bears           | 5   | 4 | 1 | 0  | 8  | +1.072 |
| Northamptonshire Steelbacks  | 5   | 2 | 3 | 0  | 4  | −0.245 |
| Worcestershire Royals        | 5   | 2 | 3 | 0  | 4  | −0.459 |
| Glamorgan Dragons            | 5   | 1 | 4 | 0  | 2  | −1.098 |
| Somerset Sabres              | 5   | 1 | 4 | 0  | 2  | −1.411 |

### North Division
Tabelle
| North Division          | Sp. | S | N | NR | P  | NRR    |
| ----------------------- | --- | - | - | -- | -- | ------ |
| Leicestershire Foxes    | 5   | 5 | 0 | 0  | 10 | +0.860 |
| Derbyshire Phantoms     | 5   | 3 | 2 | 0  | 6  | +0.604 |
| Yorkshire Phoenix       | 5   | 3 | 2 | 0  | 6  | +0.457 |
| Lancashire Lightning    | 5   | 2 | 3 | 0  | 4  | −0.125 |
| Nottinghamshire Outlaws | 5   | 1 | 4 | 0  | 2  | −0.882 |
| Durham Dynamos          | 5   | 1 | 4 | 0  | 2  | −1.020 |

### South Division
Tabelle
| South Division      | Sp. | S | N | NR | P  | NRR    |
| ------------------- | --- | - | - | -- | -- | ------ |
| Surrey Lions        | 5   | 5 | 0 | 0  | 10 | +1.068 |
| Sussex Sharks       | 5   | 3 | 2 | 0  | 6  | +0.617 |
| Kent Spitfires      | 5   | 2 | 3 | 0  | 4  | +0.250 |
| Middlesex Crusaders | 5   | 2 | 3 | 0  | 4  | +0.196 |
| Essex Eagles        | 5   | 2 | 3 | 0  | 4  | −0.811 |
| Hampshire Hawks     | 5   | 1 | 4 | 0  | 2  | −1.321 |

| Qualifiziert für das Halbfinale |
| ------------------------------- |

## Finals Day

### Halbfinale
| 19. Juli Scorecard | Nottingham | Leicestershire Foxes 162-7 (20)    | – | Warwickshire Bears 166-3 (19.2) |
|                    |            | Warwickshire gewinnt mit 7 Wickets |   |                                 |

| 19. Juli Scorecard | Nottingham | Surrey Lions 147-9 (20)   | – | Gloucestershire Gladiators 142-6 (20) |
|                    |            | Surrey gewinnt mit 5 Runs |   |                                       |

### Finale
| 19. Juli Scorecard | Nottingham | Warwickshire Bears 115 (18.1) | – | Surrey Lions 119-1 (10.5) |
|                    |            | Surrey gewinnt mit 9 Wickets  |   |                           |

## Statistiken

### Runs
Die meisten Runs der Saison wurden von den folgenden Spielern erzielt:
| Spieler     | Mannschaft       | Spiele | Innings | Runs | Average | HS   | 100s | 50s |
| ----------- | ---------------- | ------ | ------- | ---- | ------- | ---- | ---- | --- |
| Brad Hodge  | Leicestershire   | 6      | 6       | 301  | 50,16   | 97   | 0    | 3   |
| Mike Hussey | Northamptonshire | 5      | 5       | 279  | 69,75   | 88   | 0    | 3   |
| Nick Knight | Warwickshire     | 7      | 7       | 275  | 45,83   | 89   | 0    | 3   |
| Andy Flower | Essex            | 5      | 5       | 266  | 53,20   | 83   | 0    | 2   |
| Ian Harvey  | Gloucestershire  | 6      | 6       | 248  | 62,00   | 100* | 1    | 1   |

### Wickets
Die meisten Wickets der Saison wurden von den folgenden Spielern erzielt:
| Spieler        | Mannschaft       | Balls | Wickets | Average | BBI  | 5W |
| -------------- | ---------------- | ----- | ------- | ------- | ---- | -- |
| Adam Hollioake | Surrey           | 151   | 16      | 12,31   | 5/21 | 1  |
| Azhar Mahmood  | Surrey           | 113   | 12      | 10,25   | 4/20 | 0  |
| James Ormond   | Surrey           | 120   | 11      | 10,09   | 5/26 | 1  |
| Jason Brown    | Northamptonshire | 107   | 11      | 11,09   | 5/27 | 1  |
| Dominic Hewson | Derbyshire       | 114   | 10      | 10,90   | 4/18 | 0  |
| Ian Harvey     | Gloucestershire  | 143   | 10      | 15,30   | 3/28 | 0  |
| Collins Obuya  | Warwickshire     | 120   | 10      | 17,70   | 5/24 | 1  |